# Circulació Brewer-Dobson

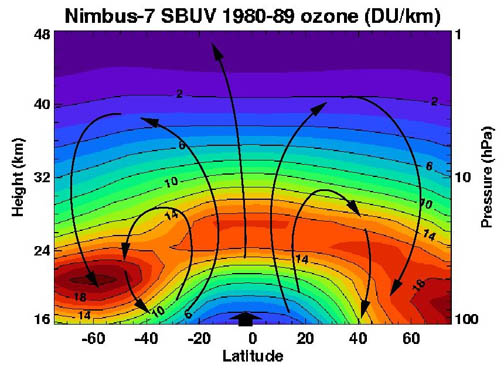
Circulació Brewer-Dowson

La circulació Brewer-Dobson fa referència al patró de circulació atmosfèrica global de l'aire troposfèric tropical que puja a l'estratosfera i després es mou cap als pols a mesura que baixa.
Les bases de la circulació van ser proposades per primera vegada per Gordon Dobson i Alan Brewer.
El terme «circulació Brewer–Dobson» es va introduir per primera vegada el 1963. Aquest patró de circulació explica les observacions de la distribució de l'ozó i el vapor d'aigua, i s'ha anat accelerant en les últimes dècades, probablement a causa del canvi climàtic.

## Circulació
La circulació de Brewer-Dobson és impulsada per ones atmosfèriques a escala planetària, és a dir, ones de Rossby, amb resultats en arrossegament cap a l'oest i, per tant, en acció de bombeig cap als pols per conservar el moment angular.

## Impactes globals
Com que mou l'aire dins i fora de l'estratosfera, la circulació de Brewer-Dobson determina l'edat mitjana i el temps de residència dels gasos estratosfèrics, així com les temperatures de la tropopausa tropical i el vapor d'aigua estratosfèric. La circulació de Brewer-Dobson afecta directament la distribució i l'abundància de l'ozó estratosfèric movent-lo des dels tròpics cap als pols. Aquest transport ajuda a explicar per què l'aire tropical té menys ozó que l'aire polar, tot i que l'estratosfera tropical és on es produeix la majoria d'ozó atmosfèric. La circulació de Brewer-Dobson també influeix en la vida útil de les substàncies que degraden l'ozó i alguns gasos d'efecte hivernacle.

## Acceleració per efecte hivernacle
L'interès per la circulació de Brewer–Dobson ha augmentat al segle xxi a causa de les prediccions dels models de circulació general i dels models químics-climàtics que la circulació s'accelerarà a causa del canvi climàtic induït pels gasos d'efecte hivernacle. Les observacions han confirmat recentment que la circulació de Brewer-Dobson s'ha accelerat al voltant del 2,0% per dècada durant les últimes quatre dècades, provocant un refredament de l'estratosfera tropical baixa i un escalfament a les latituds altes.